# Sida mysorensis
Sida mysorensis är en malvaväxtart som beskrevs av Robert Wight och Arn.. Sida mysorensis ingår i släktet sammetsmalvor, och familjen malvaväxter. Inga underarter finns listade i Catalogue of Life.